# Cejsice
Cejsice (německy Zeistitz) jsou malá vesnice, část města Vimperk v okrese Prachatice v Jihočeském kraji. Nachází se asi 2,5 kilometru severozápadně od Vimperka. Cejsice leží v katastrálním území Křesanov o výměře 8,42 km².
Ve vesnici se na návsi nachází kaple.

## Historie
První písemná zmínka o vesnici pochází z roku 1359.
Ve vesnici stála u zahrady domu čp. 4 do roku 2007 chráněná Cejsická lípa.

## Obyvatelstvo
| Rok            | 1869 | 1880 | 1890 | 1900 | 1910 | 1921 | 1930 | 1950 | 1961 | 1970 | 1980 | 1991 | 2001 | 2011 | 2021 |
| -------------- | ---- | ---- | ---- | ---- | ---- | ---- | ---- | ---- | ---- | ---- | ---- | ---- | ---- | ---- | ---- |
| Počet obyvatel | 139  | 173  | 169  | 161  | 136  | 117  | 110  | 77   | 67   | 51   | 26   | 10   | 3    | 16   | 18   |
| Počet domů     | 13   | 17   | 18   | 20   | 18   | 18   | 23   | 24   | 24   | 11   | 9    | 4    | 10   | 11   | 13   |

## Obecní správa
Při sčítání lidu v letech 1850–1971 Cejsice byly osadou obce Hrabice, se kterým patřily nejprve do okresu Prachatice, ale v roce 1950 v okrese Vimperk a od roku 1960 v okrese Prachatice. Od 26. listopadu 1971 jsou částí města Vimperk v okrese Prachatice, kdy se konaly městské volby.

## Fotogalerie

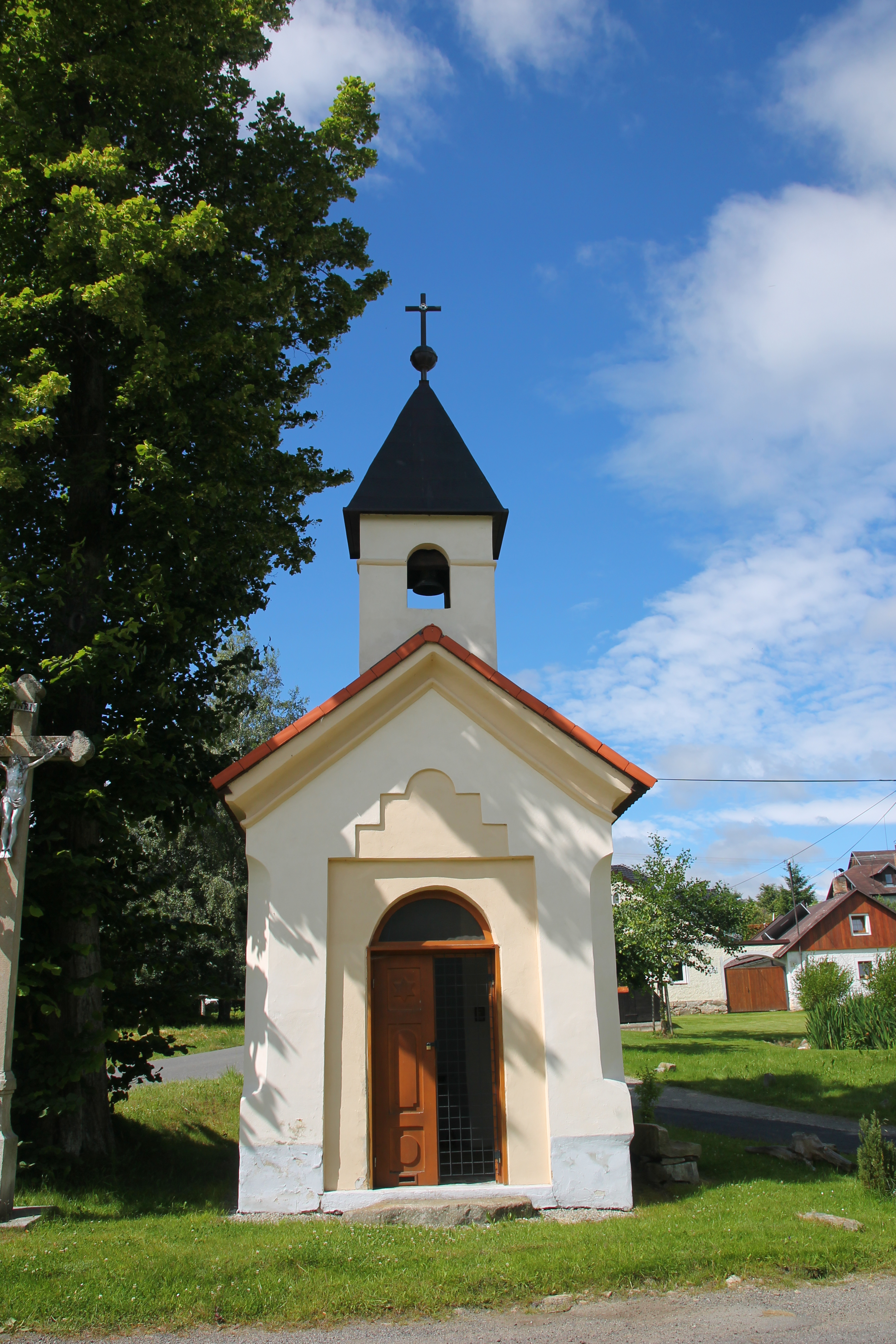
Kaple na návsi
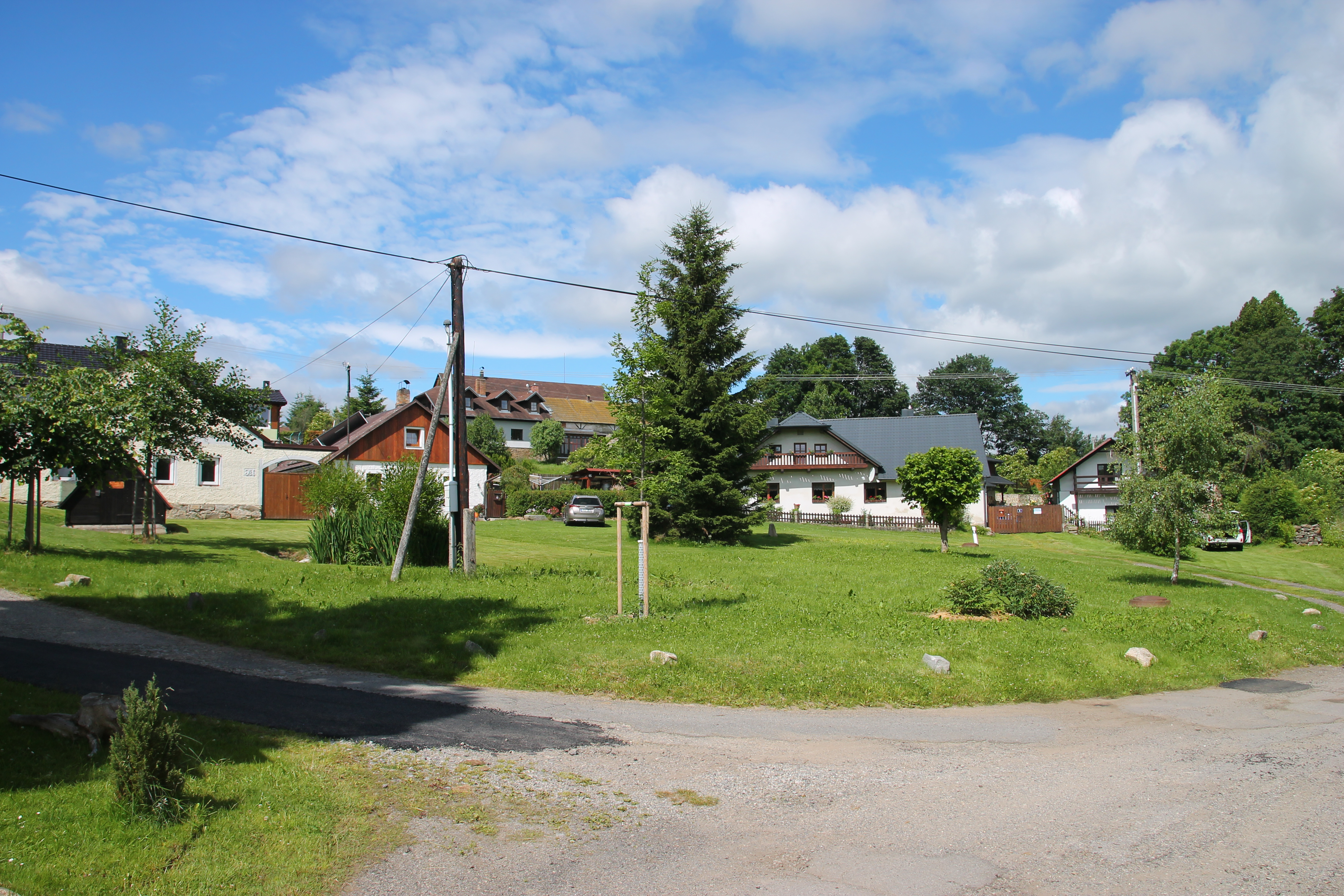
Chalupy na návsi
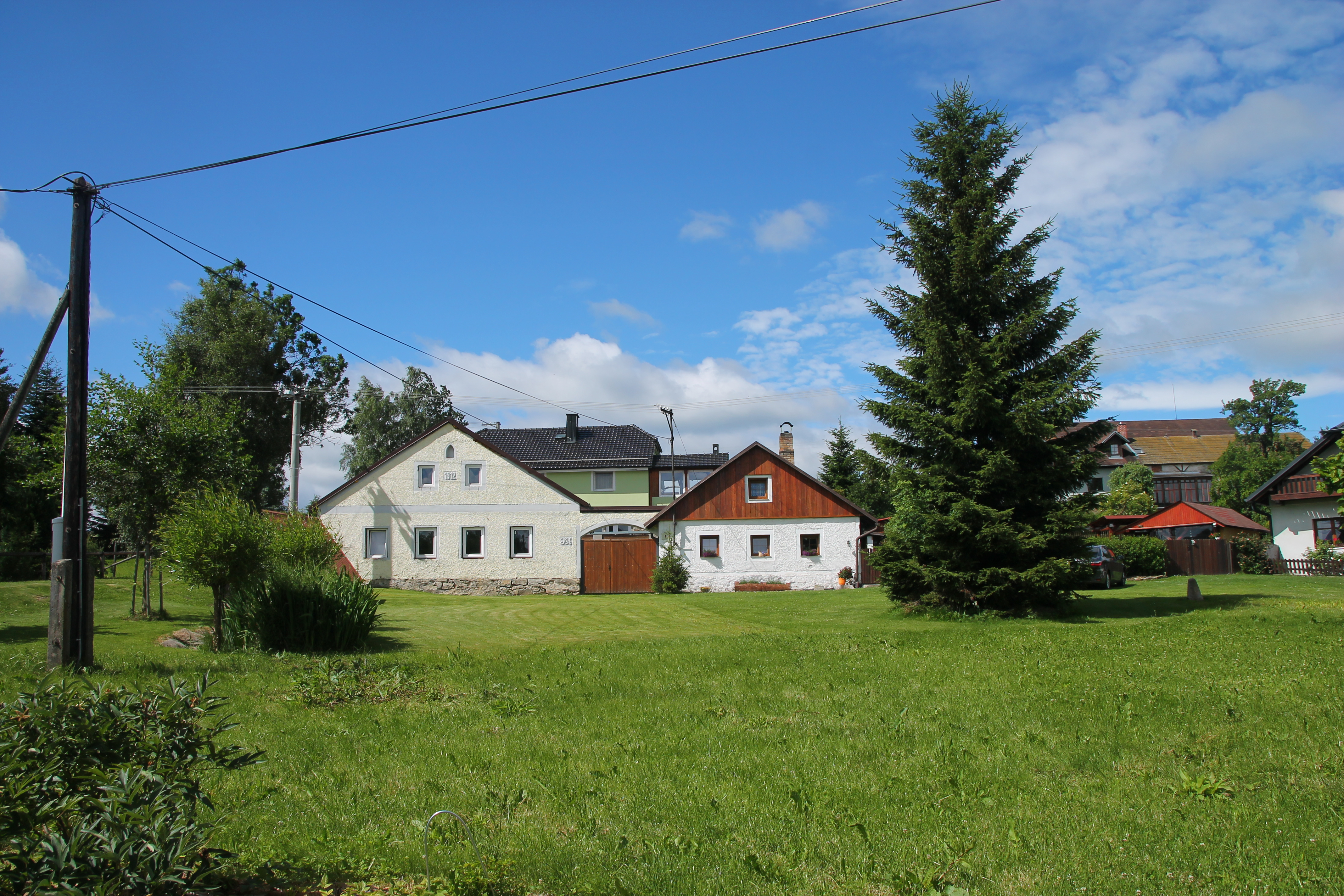
Chalupy na návsi
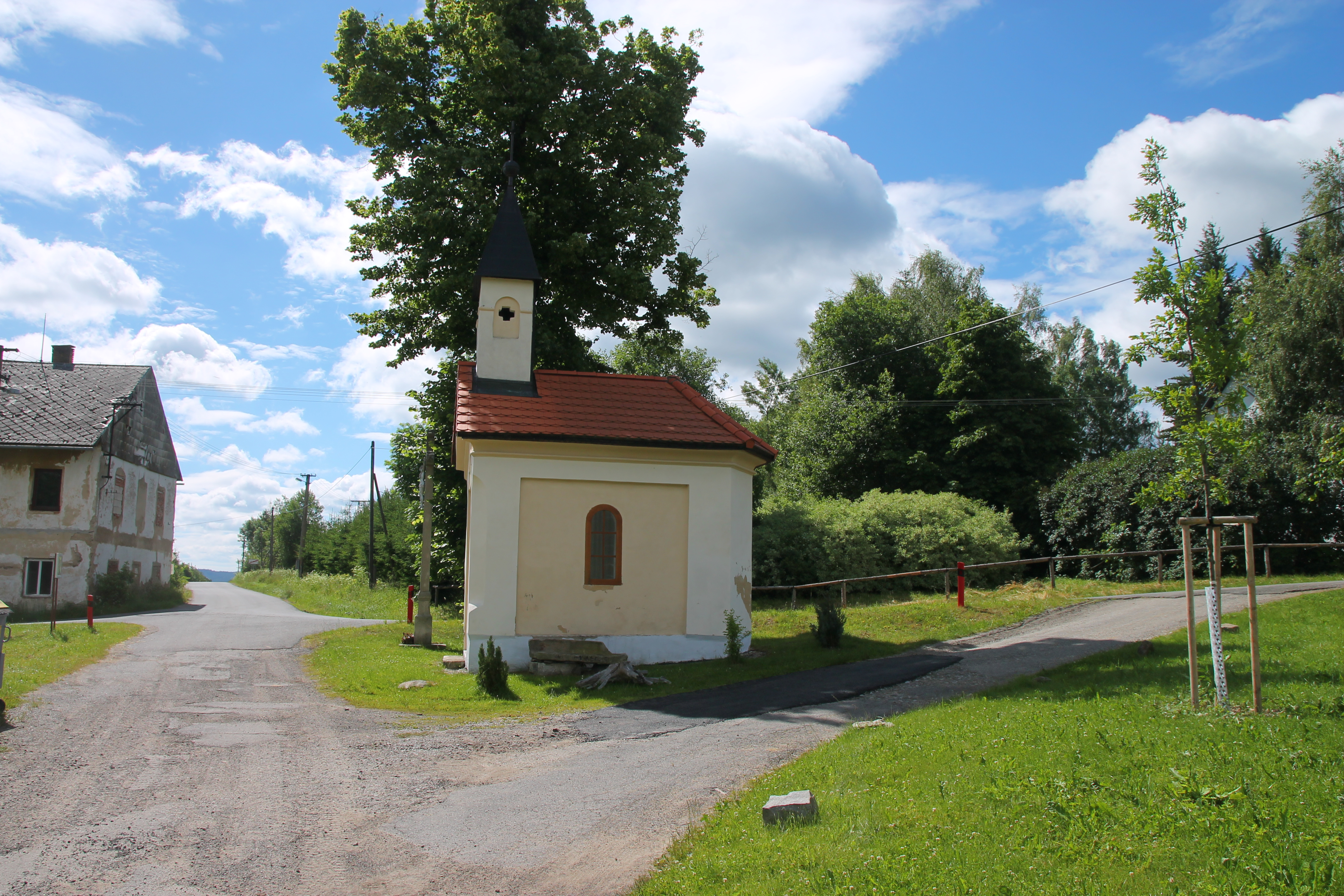
Kaple na návsi
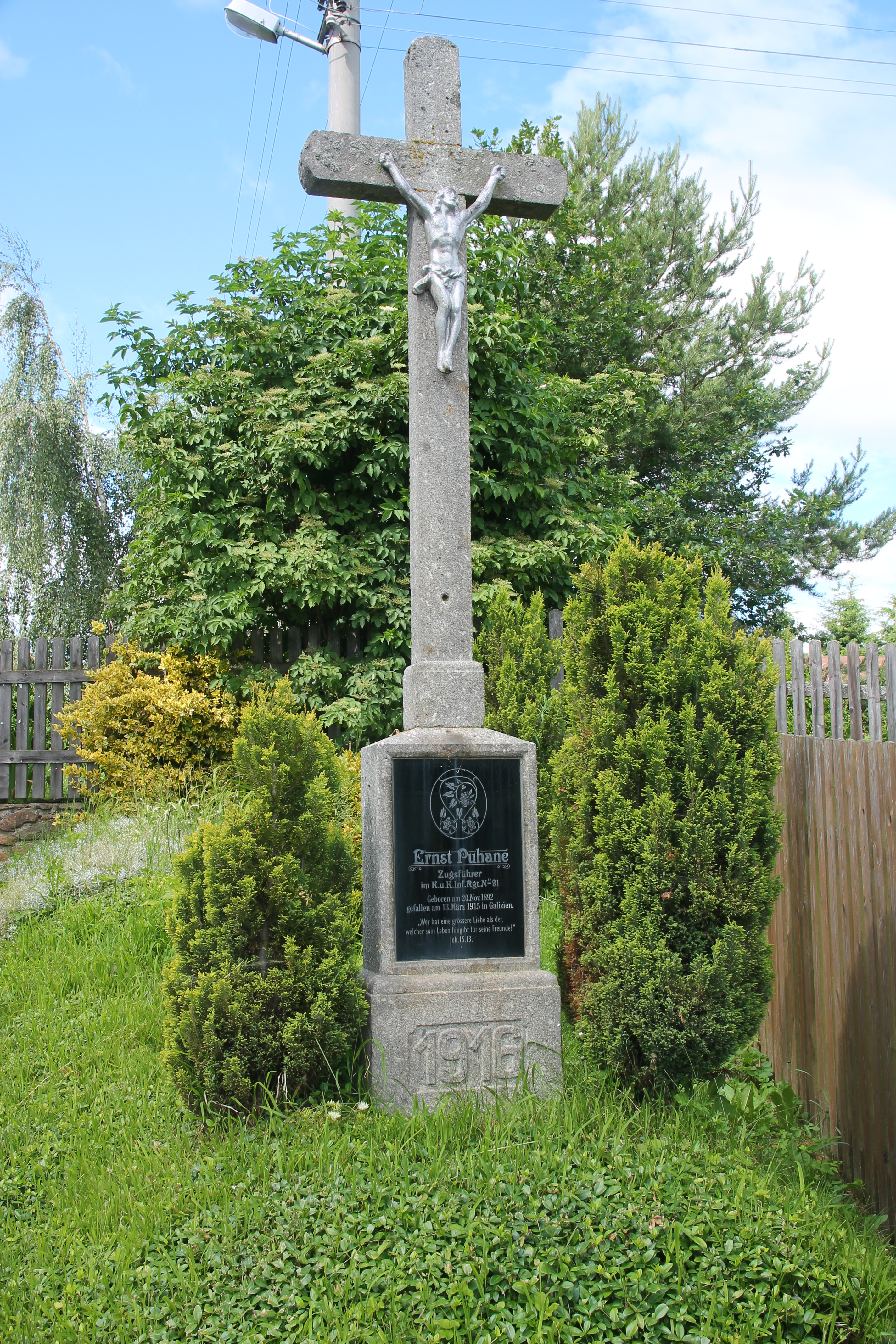
Kříž k uctění památky padlého Ernsta Puhanga